# Joan Bros i Bertomeu
Joan Bros i Bertomeu (Tortosa, Baix Ebre, 1776 - Oviedo, Astúries, 1852) fou un compositor, organista i mestre de capella català. Va ser un dels compositors de música religiosa més important del s. XIX, amb una obra molt abundant, que s'inicia en el llenguatge barroc i acaba sent un model del classicisme espanyol.
Pertanyia a una família modesta, va cursar estudis com a nen de cor de la catedral de Tortosa, la qual havia estat batejat. Més tard es va trasllada a Barcelona, on va estudiar composició com a deixeble de Francesc Queralt (1740-1825), mestre de capella catedralici. Encara jove, obté per oposició el lloc de segon mestre de capella de la basílica parroquial de Santa Maria del Mar i exerceix com a organista a Sant Sever, ambdues Barcelona. Gràcies a aquest procés, allà inicia les seves activitats com a compositor.
L'any 1806, va aconseguir la plaça de mestre de capella de la catedral de Lleó, on va establir-se fins al 1822. Durant la seva estança, l'any 1807, va agafar la vacant de mestre de capella de la catedral de Màlaga, càrrec del que va renunciar el 1809 al casar-se amb l'asturiana María Dolors Cónsul Villar. Va tornar com a mestre de la catedral de Lleó fins a l'any 1822. Després va dedicar-se uns anys als seus negocis a Astúries i el 1835 va acceptar ser mestre de capella a Oviedo, on va acabar morint per causes naturals.
Va escriure un poema simfònic titulat El Juicio Universal (publicat l'any 1854), miseres, lamentacions, misses i salms. En l'oratori de Sant Felip Neri de Barcelona es conserven algunes obres d'aquest autor.